# Harry Nathan, 1. Baron Nathan
Harry Louis Nathan, 1. Baron Nathan (* 2. Februar 1889 in London; † 23. Oktober 1963 ebenda) war ein britischer Politiker (Liberal Party, Labour Party). Er bekleidete unter anderem das Amt des Ministers für zivile Luftfahrt.

## Leben und Tätigkeit
Nathan war ein Sohn des Friedensrichters Michael Henry Nathan und seiner Frau Constance. Er besuchte die St Paul’s School. Anschließend schlug er die Rechtsanwaltslaufbahn als Solicitor ein und arbeitete für die Kanzlei Herbert Oppenheimer Nathan and Vandyk. Ehrenamtlich übernahm er die Leitung des Brady Working Lads' Club, dem ältesten und größten Londoner Klub für Jungen jüdischen Glaubens.
Als Teilnehmer am Ersten Weltkrieg, in dem er in Gallipoli, Ägypten und Frankreich zum Einsatz kam, erreichte Nathan den Rang eines Majors.
In den 1920er Jahren engagierte Nathan sich als Berater für die British Zionist Organization und verschiedene jüdische Körperschaften in Palästina.
Bei den Wahlen von 1924 kandidierte Nathan erstmals für das britische Unterhaus. Er trat für die Liberal Party im Wahlkreis Whitechapel and St. George an, wurde aber nicht gewählt. 1929 gelang es ihm schließlich für den Wahlkreis Bethnal Green North East ins Unterhaus einzuziehen. Bei der Wahl des Jahres 1931 konnte er seinen Sitz verteidigen.
1934 verließ Nathan die Liberal Party und schloss sich der Labour Party an. Bei den Wahlen des Jahres 1935 trat er für die Labour Party im Wahlkreis Cardiff South an und verfehlte seinen Wiedereinzug ins Parlament mit 541 Stimmen.
1937 gelang es Nathan schließlich anlässlich einer Nachwahl in Wandsworth Central als Vertreter der Labour Party für diesen Wahlkreises ins Unterhaus zurückzukehren. 1940 trat er von seinem Unterhaussitz zurück um auf diese Weise Ernest Bevin ein Aufrücken auf denselben zu ermöglichen.
Am 28. Juni 1940 wurde Nathan als Baron Nathan, of Churt in the County of Surrey, zum erblichen Peer erhoben. Entsprechend rückte er vom Unterhaus ins Oberhaus auf. Während des Zweiten Weltkriegs amtierte er als Chairman des National Defense Public Interest Committee.
In der Zeit nach dem Zweiten Weltkrieg bekleidete Nathan verschiedene hohe Regierungsämter: Vom 4. Oktober 1946 bis 31. Mai 1948 war er Minister für zivile Luftfahrt in der Regierung von Clement Attlee, zuvor war er von 1945 bis 1946 einige Monate Lang Staatssekretär im Kriegsministerium (Under-Secretary of State for War) gewesen. Seit 1946 war er zudem Mitglied des Privy Council, dem britischen Kronrat.
Von den deutschen Nationalsozialisten wurde Nathan als einer der bekanntesten Juden im öffentlichen Leben Großbritanniens angefeindet. Im Frühjahr 1940 wurde er vom Reichssicherheitshauptamt auf die Sonderfahndungsliste G.B. gesetzt, ein Verzeichnis von Personen, die im Falle einer erfolgreichen Invasion und Besetzung der britischen Insel durch die Wehrmacht von dieser nachfolgenden SS-Sonderkommandos mit besonderer Priorität ausfindig gemacht und verhaftet werden sollten.
In den 1950er Jahren nahm er Aufgaben wie den Vorsitz über das Regierungskomitee für das Zollgesetz (governmental committee on the law of customs) und Vorsitzender des Komitees zur Untersuchung des Gesetzes und der Praxis der wohltätigen Trusts (Committee to investigate the law and practice of charitable trusts), das in einer Gesetzesnovellierung mündete.
1960 wurde er zum Mitglied (Fellow) der British Academy gewählt.

## Familie
Nathan heiratete 1919 Eleanor Joan Stettauer. Sie war von 1947 bis 1948 die zweite Frau, die dem London County Council vorstand. Mit ihr hatte er eine Tochter, Joyce Constance Ina Nathan (1920–2013), die 1943 Sir Bernard Waley-Cohen, 1. Baronet, heiratete, und einen Sohn Roger Nathan (1922–2007), der 1963 seinen Adelstitel erbte.

## Schriften
- Liberal Points of View (zusammen mit Harold Heathcote Williams)
- Liberalism and Some Problems of To-day, 1929 (zusammen mit Harold Heathcote Williams)
- Free Trad To-day, 1929.
- Medical Negligence, 1957.